# ISO 3166-2:AO
ISO 3166-2:AO è uno standard ISO che definisce i codici geografici dell'Angola ed è un sottogruppo del codice ISO 3166-2.
Tali codici definiscono le 18 province del paese e sono formati dalla sigla AO-, seguita da tre lettere.

## Lista dei codici
| Codice | Provincia      |
| ------ | -------------- |
| AO-BGO | Bengo          |
| AO-BGU | Benguela       |
| AO-BIE | Bié            |
| AO-CAB | Cabinda        |
| AO-CCU | Cuando Cubango |
| AO-CNO | Cuanza Nord    |
| AO-CUS | Cuanza Sud     |
| AO-CNN | Cunene         |
| AO-HUA | Huambo         |
| AO-HUI | Huíla          |
| AO-LUA | Luanda         |
| AO-LNO | Lunda Nord     |
| AO-LSU | Lunda Sud      |
| AO-MAL | Malanje        |
| AO-MOX | Moxico         |
| AO-NAM | Namibe         |
| AO-UIG | Uíge           |
| AO-ZAI | Zaire          |